# دوري الدرجة الأولى الأرجنتيني 1973
دوري الدرجة الأولى الأرجنتيني 1973 (بالإسبانية: Campeonato Metropolitano 1973)‏ هو الموسم 43 من دوري الدرجة الأولى الأرجنتيني. أشرف على تنظيمه اتحاد الأرجنتين لكرة القدم، وكان عدد الأندية المشاركة فيه 17، وفاز فيه هوراكان.